# فرضیه تریورز-ویلارد
فرضیه تریورز-ویلارد (انگلیسی: Trivers–Willard hypothesis) در زیست‌شناسی فرگشتی و روان‌شناسی فرگشتی فرضیه تریورز-ویلارد که به‌طور رسمی توسط رابرت تریورز و دن ویلارد در سال ۱۹۷۳ پیشنهاد شد، پیشنهاد می‌کند که پستانداران ماده نسبت جنسی فرزندان را در پاسخ به وضعیت سلامت مادران تنظیم می‌کنند، تا موفقیت تولیدمثلی خود را به حداکثر برسانند(برازش). به عنوان مثال، ممکن است سرمایه‌گذاری والدین (زیست‌شناسی) در مردان توسط والدین در «شرایط خوب» و سرمایه‌گذاری بیشتر در زنان توسط والدین در «شرایط بد» (نسبت به والدین در شرایط خوب) را پیش‌بینی کند. دلیل این پیش‌بینی به شرح زیر است: فرض کنید والدین اطلاعاتی در مورد جنسیت فرزندان خود دارند و می‌توانند به‌طور متفاوتی بر بقای آنها تأثیر بگذارند. در حالی که فشارهای انتخاب برای حفظ نسبت جنسی ۵۰ وجود دارد، تکامل به نفع انحرافات محلی از این امر خواهد بود اگر یک جنس به احتمال زیاد بازده تولید مثلی بیشتری نسبت به معمول داشته باشد.